# Haters (Tony Yayo)
Haters è un brano musicale dell'artista hip hop statunitense Tony Yayo, pubblicato come secondo singolo dal suo secondo studio album. Il brano figura la collaborazione dei rapper 50 Cent, Shawty Lo e Roscoe Dash, e la produzione di Scoop DeVille. Il brano è stato reso disponibile per il download digitale il 23 marzo 2011.

## Tracce
Download digitale
1. Haters - 3:58

## Classifiche
| Classifica (2011)                                 | Posizione massima |
| ------------------------------------------------- | ----------------- |
| US Bubbling Under R&B/Hip-Hop Singles (Billboard) | 12                |